# 弗拉克瑟恩
弗拉克瑟恩是奥地利福拉尔贝格州费尔德基希县的一个市镇。总面积8.87平方公里，总人口651人，人口密度73.4人/平方公里（2005年）。